# Derecho de Lübeck

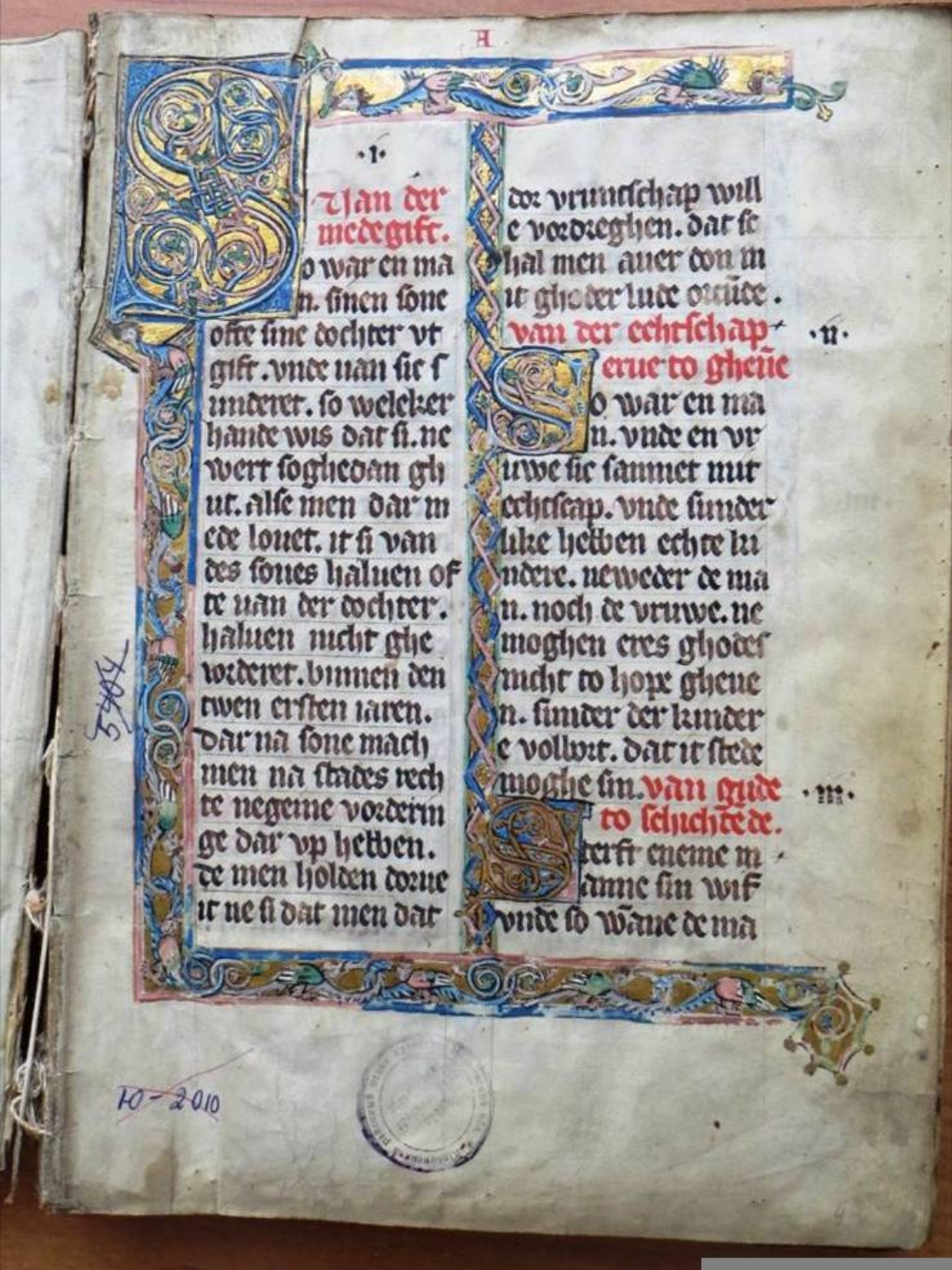
"Códice Bardewik" del derecho de Lübeck, escrito en 1294. Jurjewetz, Kunsthist. Museo I-OKM-2010

El derecho de Lübeck o ley de Lübeck (en alemán: Lübisches (Stadt)Recht) fue la familia de leyes municipales codificadas desarrolladas en Lübeck, que se convirtió en una ciudad imperial libre en 1226 y está ubicada en la actual Schleswig-Holstein (Alemania). Fue la segunda forma de derecho interno de mayor prevalencia en la Alemania medieval y moderna, después del Derecho de Magdeburgo.
Este sistema de leyes preveía el autogobierno y la autoadministración municipal, pero no negaba la dependencia a un señor, ya fuera un obispo, duque, rey o, en el caso de Lübeck, emperador. En cambio, permitía a las ciudades un cierto grado de autonomía y autosuficiencia en asuntos legislativos, judiciales y ejecutivos. Si bien estas autoridades estaban conferidas al consejo de la ciudad (Rat), cuyos miembros podían ser elegidos por cooptación, la ley de Lübeck representaba una modernización significativa de la gobernanza en el sentido de que una clase de burgueses, a diferencia de los nobles, eran responsables de los  asuntos cotidianos del gobierno.
La misma no es análoga a la ley hanseática. Las ciudades hanseáticas adoptaron la ley de Lübeck o la de Madgeburgo.

## Historia
Lübeck se propuso extender su forma de gobierno alrededor del mar Báltico. Finalmente, unas 100 ciudades adoptaron un gobierno basado en esta ley. La misma aún sirve como base para las leyes municipales alemanas en muchas de esas ciudades. Posteriormente, en el siglo XIII, las ciudades gobernadas predominantemente por el derecho de Lübeck se formaron en una poderosa asociación comercial, la Liga Hanseática, que equivalía a una cuasi confederación con sede en Lübeck. Sin embargo, en el siglo XV, los principales Kontor y puestos comerciales más pequeños de la Hanse, que estaba entonces en el punto más alto de su influencia, se extendieron por el norte de Europa Central e islas británicas, desde Londres hasta Veliki Nóvgorod y desde Trondheim hasta Fráncfort del Meno, dominando el comercio mucho más allá de las regiones de habla alemana y también mucho más allá de las ciudades donde estaba en vigor la ley de Lübeck.
El manuscrito latino más antiguo que transmite la ley data de 1226, mientras que el manuscrito más antiguo en bajo alemán medio data de 1270. La primera referencia a un manuscrito de esta ley se remonta a 1188. La ley está influenciada por los comerciantes de Westfalia que se establecieron en Lübeck, así como por la ley de tierras de Holstein y la de Schleswig.
Este conjunto de leyes prevaleció en todas las ciudades del norte y noreste de Alemania (Niederdeutschland) hasta 1900, cuando se implementó el código civil alemán moderno (Bürgerliches Gesetzbuch).

## Principio fundamental
El derecho de Lübeck estipulaba que una ciudad debería ser gobernada por un Rat (Consejo), con 20 Ratsherrn (miembros del consejo). Estos no eran legidos por los ciudadanos, pero nombraban a un nuevo miembro por su cuenta de los gremios de comerciantes de la ciudad. Esto se consideró clave para la representación de los gremios en el Rat de la ciudad. El período de mandato era inicialmente de 2 años, pero el Rat podía pedirle a un Ratsherr que permaneciera en el cargo, lo que solía ocurrir, para que la elección fuera efectivamente de por vida.
El Rat eligía hasta cuatro Bürgermeister (burgomaestre, alcaldes) de sus miembros, que compartían el poder de gobierno. El "primer burgomaestre", generalmente el mayor de ellos, actuaba como primus inter pares. Estas normas estuvieron en vigor hasta mediados del siglo XIX. Los burgomaestres permanecían en el cargo todo el tiempo que podían. Existen varios ejemplos de la Edad Media en los que los burgomaestres de las ciudades de la Liga Hanseática fueron condenados a muerte por políticas fraudulentas.
Este modelo de gobierno de la ciudad proporcionó que solo los comerciantes más experimentados, influyentes y personalmente más exitosos, y algunos abogados, llamados síndicos, se convirtieran en miembros del Rat. También era una regla que un padre y su hijo, o sus hermanos, no podían ser miembros del Rat al mismo tiempo, de modo que las familias influyentes no pudieran tener una participación demasiado grande en la política de la ciudad.

## Ciudades con ley de Lübeck
- Lübeck
- 1188 - Hamburgo
- 24 de junio de 1218 - Rostock
- 1224 - Danzig
- 1226 - Wittenburg
- años 1230 - Segeberg
- 1234 - Stralsund
- 1235 - Gdańsk
- 1235 -Oldenburg
- 1236 - Plön
- 1236: Demmin
- 1238 - Itzehoe
- 1238 - Oldesloe
- antes de 1238 - Lütjenburg
- 1242 - Kiel
- 1242: Loitz
- 1243 - Tønder
- 1244: Neustadt
- 1246 - Elbing (Elbląg)
- 1248 - Reval (Tallin)
- 14 de mayo de 1250 - Greifswald
- 1250: Rendsburg
- 1252: Dirschau
- 1253: Kalen
- 1253 - Damgarten
- 1254 o 1258 - Memel (Klaipėda)
- 1255 - Kolberg (Kołobrzeg)
- 1255: Barth
- 1257: Eutin
- 1258: Memel
- 1260 - Dirschau (Tczew)
- 1266  - Köslin
- 1267  - Boizenburg
- 1282 - Wolgast
- 1282 - Wilster
- 1 de abril de 1284  Braunsberg (Braniewo)
- 1285  - Tribsees
- 1287  - Grimmen
- 1292  - Anklam (antes de eso, presumiblemente la ley de Magdeburgo )
- 1293  - Damm (desde 1297, antes ley de Magdeburgo )
- 23 de diciembre de 1298  - Usedom
- 1299  - Belgard
- 12 de junio de 1302 - Wesenberg (Rakvere)
- 13 de abril de 1305 - Heiligenhafen
- 1309 - Naugard
- 9 de septiembre de 1310 - Stolp (Słupsk)
- 1310 - Neustettin
- 1310 - Frauenburg[5]
- 21 de mayo de 1312 - Rügenwalde (Darłowo)
- 1313 - Pollnow (Polanów)
- 22 de mayo de 1317 - Schlawe (Sławno)
- 1343 - Zanow (Sianów)
- 1345 - Narwa (Narva) (hasta 1585)
- 1585 - Hapsal (Haapsalu)
- 1613 - Bergen auf Rügen
- Veliki Nóvgorod
- Wismar
- Riga